# Labium bicolor
Labium bicolor är en stekelart som beskrevs av Gaspard Auguste Brullé 1846. Labium bicolor ingår i släktet Labium och familjen brokparasitsteklar. Inga underarter finns listade i Catalogue of Life.